# المعلم الأوتاكو
المعلم الأوتاكو (باليابانية: 電波教師، بالروماجي: Denpa Kyōshi) هي سلسلة مانغا يابانية من تأليف ورسم تاكيشي آزوما، نشرت من قبل شوغاكوكان في مجلة شونن سندي الأسبوعية، صدرت في 2 نوفمبر عام 2011 حتى 29 مارس عام 2017، وتكونت 26 مجلدًا. أنتجت إلى أنمي تلفزيوني من قبل استوديو أيه-1 بكتشرز، عرض الأنمي في 4 أبريل عام 2015 واستمر عرضه في 26 سبتمبر عام 2015، وتكون من 24 حلقة.

## القصة
تدور أحداث القصة عن جونيتشيرو كاغامي، الذي أغضب أخته سوزوني بسبب عدم اهتمامه بالعالم الحقيقي، ولا يهتم إلا بالأنمي والمانغا والألعاب، أجبرته أخته على العمل كمدرس للفيزياء في المدرسة الثانوية التي تخرجت منها.

## الشخصيات

### الشخصيات الرئيسية
- جونيتشيرو كاغامي (باليابانية: 鑑 純一郎، بالروماجي: Kagami Junichiro)

أداء صوتي: هيروشي كاميا
- سوزوني كاغامي (باليابانية: 鑑 純音، بالروماجي: Kagami Suzune)

أداء صوتي: رينا ماتسوي

### الشخصيات أخرى
- ميناكو كانو (باليابانية: 叶美奈子، بالروماجي: Kanō Minako)

أداء صوتي: سورا أماميا
- ميهو كيتو (باليابانية: 鬼頭 ミホ، بالروماجي: Kitō Miho)

أداء صوتي: يويكو تاتسومي
- يوكينو كوريباياشي (باليابانية: 栗林 雪乃، بالروماجي: Kuribayashi Yukino)

أداء صوتي: يومي أوتشياما
- كويومي هيراغي (باليابانية: 柊 暦، بالروماجي: Hīragi Koyomi)

أداء صوتي: سوزوكو ميموري
- ماكينا موموزونو (باليابانية: 桃園 マキナ، بالروماجي: Momozono Makina)

أداء صوتي: ساوري أونيشي
- سيجورو نانامي (باليابانية: 七海 征十郎، بالروماجي: Nanami Seijūrō)

أداء صوتي: يوشيماسا هوسويا
- ساتشيكو تاناكا (باليابانية: 田中 さち子، بالروماجي: Tanaka Sachiko)

أداء صوتي: أياني ساكورا
- كوتارو أراكي (باليابانية: 荒木 光太郎، بالروماجي: Araki Kōtarō)

أداء صوتي: أكي تويوساكي

## وصلات خارجية
- الموقع الرسمي (باليابانية)
- المعلم الأوتاكو على موقع ANN manga (الإنجليزية)

لا توجد روابط لمواقع التواصل الاجتماعي.